# اندی مک‌اووی
اندی مک‌اووی (انگلیسی: Andy McEvoy; ۱۵ ژوئیهٔ ۱۹۳۸ – ۷ مهٔ ۱۹۹۴) بازیکن فوتبال اهل جمهوری ایرلند بود.
از باشگاه‌هایی که در آن بازی کرده‌است می‌توان به باشگاه فوتبال بلکبرن روورز اشاره کرد.
وی همچنین در تیم ملی فوتبال جمهوری ایرلند بازی کرده‌است.